# Katarzynki Toruń

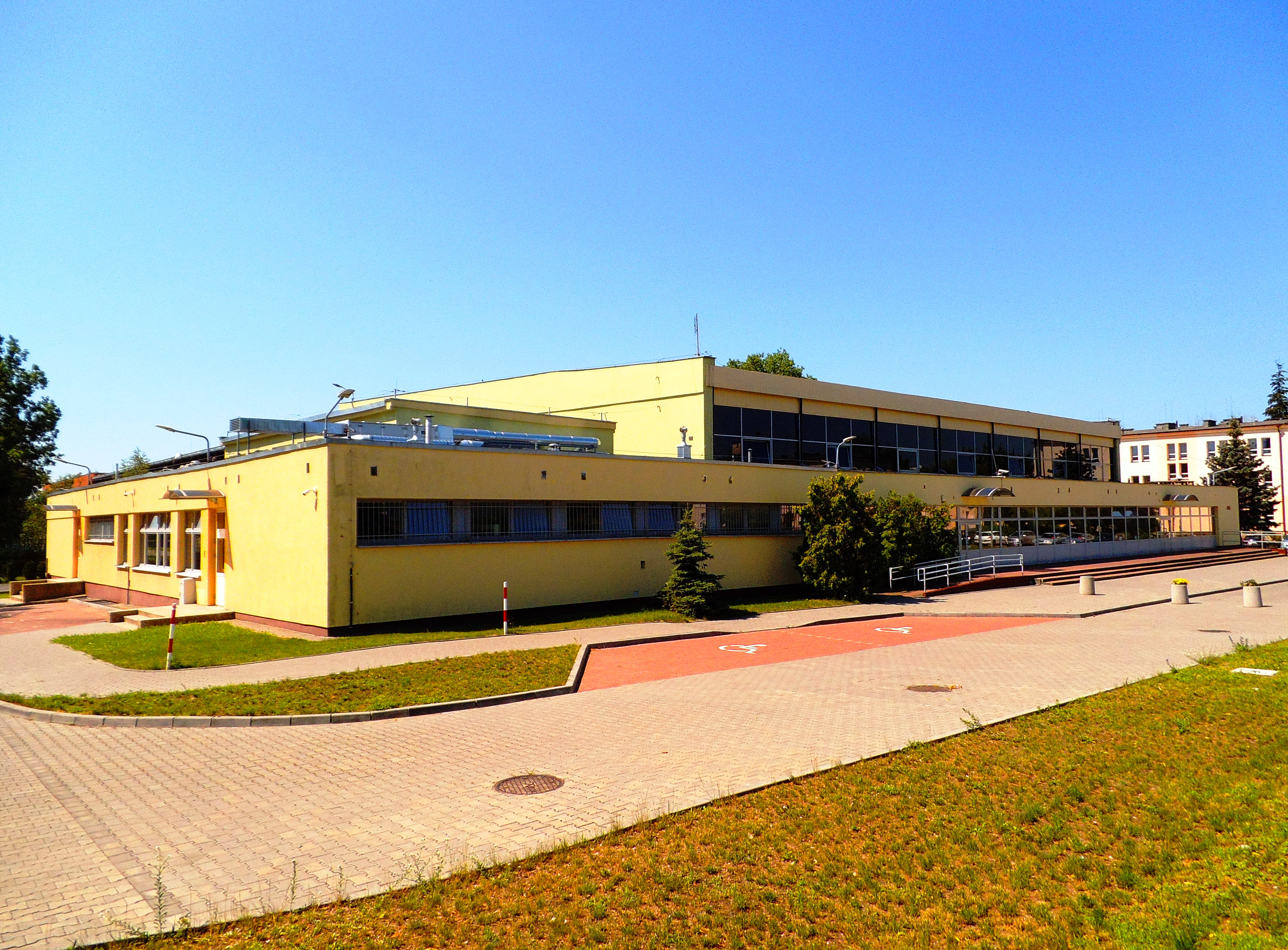
Hala sportowa ZSPS i VIII LO, w której niegdyś swoje mecze rozgrywały Katarzynki Toruń

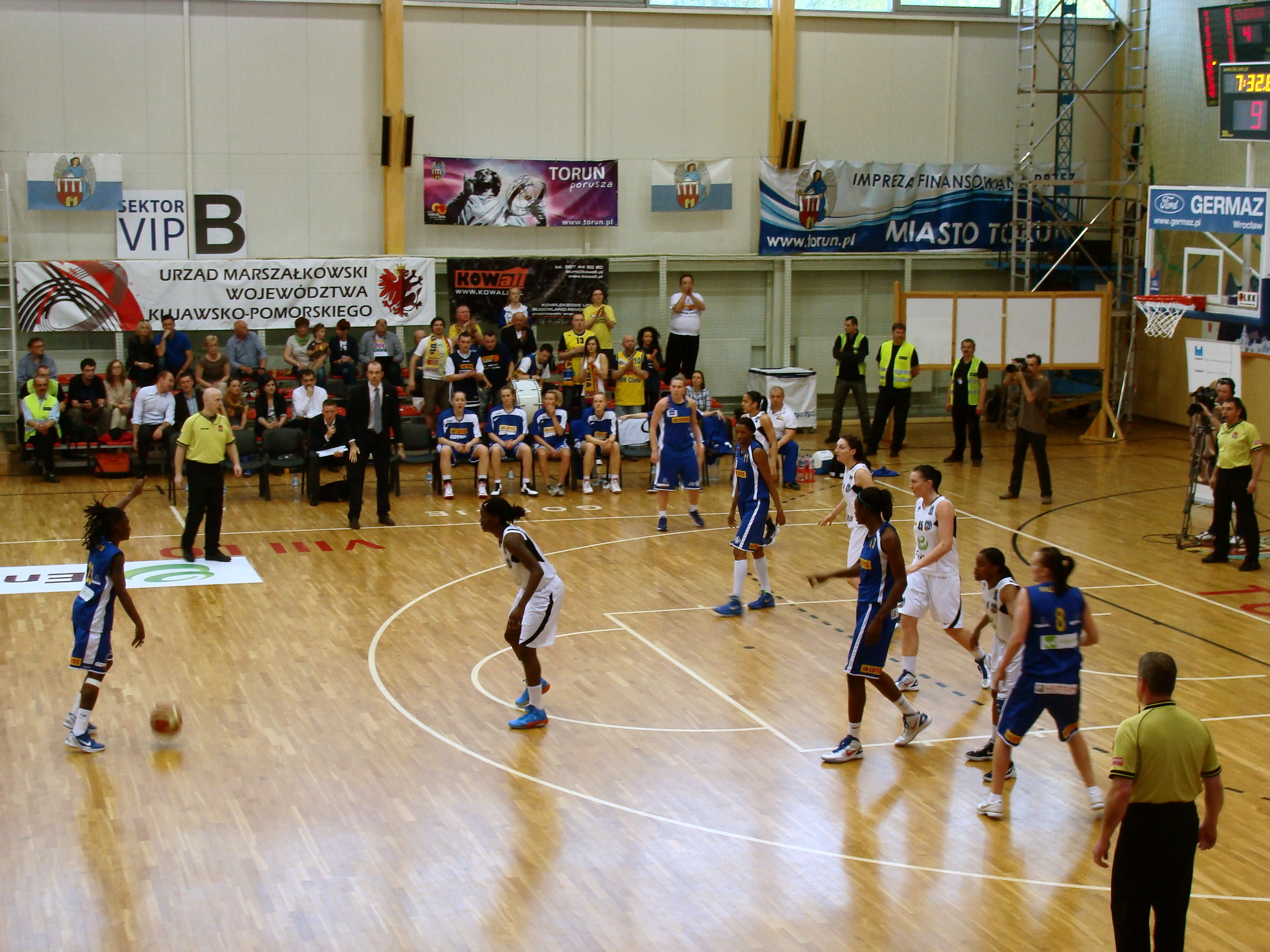
Mecz o 3. miejsce z Lotosem Gdynia (2012)

Katarzynki Toruń – polski żeński klub koszykarski z siedzibą w Toruniu. Został założony w 2005 roku. Od sezonu 2006/2007 występuje w Basket Lidze Kobiet. Swoje mecze domowe rozgrywa w Arenie Toruń. Trzykrotnie zdobywał brązowe medale mistrzostw Polski – w sezonach 2009/2010, 2011/2012 oraz 2014/2015. Od sezonu 2007/2008 sponsorem tytularnym klubu jest polska grupa kapitałowa Energa, w związku z czym drużyna występuje pod nazwą „Energa Toruń”.

## Nazwy zespołu
- Nova Trading Toruń (2005–2007)
- Energa Toruń (od 2007)

## Historia

### AZS Toruń
W przeszłości Toruń w kobiecych rozgrywkach koszykarskich reprezentowany był przez sekcję AZS UMK. Akademiczki z czasem otrzymały przydomek Katarzynki, który był nawiązaniem do Twardych Pierników, którym to mianem nazywano koszykarzy AZS-u począwszy od lat 50.. W latach 60. i 70. toruńskie koszykarki kilkakrotnie awansowały do ekstraklasy. W latach 1992–2001 zespół AZS-u nieprzerwanie występował w I lidze.

### MMKS Katarzynki
Po sezonie 2004/2005, dla torunianek drugim z rzędu spędzonym na zapleczu ekstraklasy, drużyna akademiczek została rozwiązana, a w lipcu 2005 roku powołano do życia Miejski Międzyszkolny Klub Sportowy Katarzynki, który zajął miejsce drużyny AZS-u. Sponsorem tytularnym pozostało przedsiębiorstwo Nova Trading, a trenerem nadal był Maciej Broczek. Zespół Katarzynek zakończył sezon w pierwszej lidze (po reorganizacji – druga klasa rozgrywkowa) bez porażki. Zwyciężył także w turnieju finałowym i awansował do Polskiej Ligi Koszykówki Kobiet.
Pierwszy sezon po powrocie Torunia do najwyższej klasy rozgrywkowej nie był zbyt udany. Podopieczne Broczka zajęły ostatecznie 11. miejsce na 12 drużyn. Oznaczało to degradację, której jednak Katarzynki uniknęły dzięki zmianie organizacji ligi oraz wykupieniu tzw. „dzikiej karty”.
Latem 2007 roku nowym trenerem Katarzynek został Dariusz Raczyński, a drużynę wzmocniły m.in. Emilia Tłumak, Navonda Moore (wcześniej Minnesota Lynx w WNBA), czy Meredith Alexis. W związku z pozyskaniem nowego sponsora strategicznego, przedsiębiorstwa Energa, celem, który wyznaczono przed sezonem, była walka o 6. miejsce. Ostatecznie torunianki z dorobkiem 24 punktów zajęły po sezonie zasadniczym dziewiątą lokatę, która nie dała awansu do fazy pucharowej. W trakcie sezonu dwukrotnie doszło do zmiany na stanowisku trenera. Po czterech miesiącach pracy z klubu zwolniony został Raczyński, a w jego miejsce zatrudniono Adama Prabuckiego, związanego wcześniej z zespołami z Trójmiasta. Jednakowoż wyniki osiągane przez podopieczne trenera Prabuckiego również nie były zadowalające, w związku z czym na początku stycznia 2008 roku został on zastąpiony przez Piotra Błajeta, trenera toruńskich akademiczek w latach 1986–2001.
Po sezonie 2007/2008, który koszykarki Energi zakończyły poniżej oczekiwań, zdecydowano się na zatrudnienie bośniackiego szkoleniowca Elmedina Omanicia, który w sezonach 2005/2006 i 2006/2007 zdobywał mistrzostwo Polski z Wisłą Kraków. Do drużyny dołączyły również takie zawodniczki jak Monika Krawiec, Patrycja Gulak, Natalia Waligórska i Ilona Jasnowska, jak też Sheena Moore oraz Jaquline Moore. Katarzynki z dorobkiem 15 zwycięstw w 24 meczach przystąpiły do fazy play-off, w której trafiły na krakowską Wisłę. Katarzynki przegrały pojedynek z zawodniczkami Białej Gwiazdy 0:3 i trafiły do grupy zespołów walczących o miejsca 5–8. Na tym etapie pokonały kolejno ROW Rybnik (77:63 i 74:58), a następnie INEA AZS Poznań (73:77, 86:75) i zajęły piąte miejsce.
Latem 2009 roku zadecydowano o nieprzedłużaniu kontraktów ze wszystkimi zawodniczkami zagranicznymi; zespół opuściły także drugoplanowe Polki. W ich miejsce zakontraktowano m.in. Nigeryjkę Charity Egenti, Amerykankę Alicię Gladden, czy Agatę Gajdę. Do dalszych roszad doszło zimą, kiedy z klubu odeszła Aleksandra Chomać, Ewelina Gala, czy Natalia Waligórska, a w drużynie pojawiły się Tye'sha Fluker i Aida Pilav. Sezon zasadniczy zespół z Torunia zakończył na miejscu trzecim, wygrywając 18 spotkań. W I rundzie fazy pucharowej torunianki trafiły na drużynę Odry Brzeg, jednak rywalizacja na tym poziomie trwała tylko dwa mecze, oba wygrane przez Energę.
W półfinale PLKK rywalem zespołu z Torunia była drużyna Lotosu Gdynia. W toczonym do trzech zwycięstw pojedynku lepszy okazał się zespół znad morza wygrywając mecze numer 2, 4 i 5.
Tym samym Katarzynki nie zdołały awansować do pierwszego w swojej historii finału ligi i pozostał im pojedynek o brązowy medal, w którym przyszło im walczyć z ekipą CCC Polkowice. Torunianki zwyciężyły w stosunku 3:1, w decydującym czwartym meczu wygrywając na wyjeździe 58:57.
W ten sposób drużyna z Torunia zdobyła swój pierwszy, brązowy medal mistrzostw Polski. Energa grała również w rozgrywanym pod egidą FIBA EuroCup Women. Tam zajęły w trzyzespołowej grupie drugie miejsce – za hiszpańskim CDB Saragossa, a przed chorwackim ŽKK Šibenik. W dalszej fazie torunianki uległy jednak Dynamu Kijów.
Przed sezonem 2010/2011 doszło do dalszych roszad w składzie. Zrezygnowano z dalszej współpracy m.in. z Tye'shą Fluker, zaś zatrudniono m.in. rozgrywającą Veronikę Bortelovą, wysoką Serbkę Jelenę Maksimović, czy Mirnę Mazić. Ta ostatnia, podobnie jak Patrycja Gulak-Lipka rozwiązała jednak kontrakt z toruńskim zespołem jeszcze w grudniu 2010 roku. W sezonie zasadniczym Katarzynki zdobyły 39 punktów, na co złożyło się 15 zwycięstw. Wystarczyło to do zajęcia szóstego miejsca w tabeli. W efekcie w pierwszej rundzie play-off toruniankom przyszło rywalizować z AZS-em Gorzów Wielkopolski. W pojedynku toczonym do dwóch wygranych lepsze okazały się koszykarki z Gorzowa,
a drużynie Energi pozostały mecze o miejsca 5–8. W nich najpierw dwukrotnie pokonały lokalne rywalki z Artego Bydgoszcz (91:59, 91:59),
by później w dwumeczu ulec Liderowi Pruszków.
Równolegle torunianki występowały w EuroCup Women. W pierwszej fazie Katarzynki trafiły do grupy z hiszpańskim zespołem CDB Saragossa oraz portugalskim Sport Algés e Dafundo. Torunianki odniosły na tym etapie trzy zwycięstwa i doznały jednej porażki, a w rezultacie awansowały do 1/16 finału. Tam w dwumeczu pokonały belgijski Lotto Young Cats w stosunku 155:122. Kolejnymi rywalkami koszykarek Energi był klub CB Islas Canarias. W pierwszym spotkaniu rozgrywanym w Toruniu lepsze okazały się Hiszpanki, wygrywając 68:63. Rewanż, który odbył się na Wyspach Kanaryjskich zakończył się zwycięstwem polskiego zespołu 63:60. Oznaczało to wynik w dwumeczu 126:128 na korzyść zespołu z Las Palmas, który awansował do dalszej rundy.
Przed sezonem 2011/2012 toruński zespół opuściły Bortelová, Gajda, czy Gladden, natomiast zakontraktowano rozgrywające Weronikę Idczak i Leah Metcalf. Już po rozpoczęciu sezonu odeszła Charity Egenti, a w jej miejsce zatrudniono Brytyjkę Julie Page. Podobnie sytuacja miała się z nową rozgrywającą – Jessikę Dickson krótko po rozpoczęciu sezonu zastąpiła Jazmine Sepulveda, reprezentantka Portoryko. W zimowym okienku transferowym do drużyny dołączyła jeszcze nigeryjska środkowa Adeola Wylie, natomiast w kwietniu drużynę opuściła skonfliktowana z pozostałymi zawodniczkami Jelena Maksimović (domniemane pobicie Serbki przez koleżanki z zespołu). Torunianki, pomimo kontuzji Moniki Krawiec zdołały zakwalifikować się do fazy play-off z czwartego miejsca. Najbardziej wartościowymi zawodniczkami okazały się być Sepulveda, Maksimović (do momentu opuszczenia klubu) i Page, które odpowiednio zdobywały średnio 15,4; 14,4 oraz 13,9 punktu na mecz. W pierwszej fazie rundy pucharowej Katarzynki pokonały w trzech meczach (2:1) ROW Rybnik.
Następnie zawodniczki Energi wyraźnie uległy w półfinale Wiśle Kraków 0:3,
by w czteromeczowym pojedynku o brąz wygrać z Lotosem Gdynia.

## Sezon po sezonie
| Sezon     | Liga        | Miejsce | Uwagi                                                                    |
| --------- | ----------- | ------- | ------------------------------------------------------------------------ |
| 2005/2006 | I liga      | 1.      |                                                                          |
| 2006/2007 | Ekstraklasa | 11.     | Utrzymanie w wyniku reorganizacji rozgrywek i otrzymaniu „dzikiej karty” |
| 2007/2008 | Ekstraklasa | 9.      |                                                                          |
| 2008/2009 | Ekstraklasa | 5.      |                                                                          |
| 2009/2010 | Ekstraklasa | 3.      |                                                                          |
| 2010/2011 | Ekstraklasa | 6.      |                                                                          |
| 2011/2012 | Ekstraklasa | 3.      |                                                                          |
| 2012/2013 | Ekstraklasa | 4.      |                                                                          |
| 2013/2014 | Ekstraklasa | 4.      |                                                                          |
| 2014/2015 | Ekstraklasa | 3.      |                                                                          |
| 2015/2016 | Ekstraklasa | 7.      |                                                                          |
| 2016/2017 | Ekstraklasa | 5.      |                                                                          |
| 2017/2018 | Ekstraklasa |         |                                                                          |
| 2018/2019 | Ekstraklasa | 5.      |                                                                          |
| 2019/2020 | Ekstraklasa | 11.     |                                                                          |
| 2020/2021 | Ekstraklasa | 10.     |                                                                          |
| 2021/2022 | Ekstraklasa |         |                                                                          |

## Zawodniczki

### Skład 2022/2023
Stan na 9 września 2022
| 1  | PG  | Stany Zjednoczone | Jones, Alexis            |  |
| 3  | SG  | Polska            | Stankiewicz, Angelika    |  |
| 5  | PF  | Ukraina           | Mołłowa, Oksana          |  |
| 7  | F   | Polska            | Pszczolarska, Aleksandra |  |
| 9  | G/F | Polska            | Podkańska, Karolina      |  |
| 11 | PF  | Grecja            | Louka, Vasiliki          |  |
| 13 | SG  | Polska            | Mitrowska, Aleksandra    |  |
| 15 | C   | Polska            | Pszczolarska, Katarzyna  |  |
| 35 | PF  | Stany Zjednoczone | Grays, Martè             |  |
| 43 | G   | Polska            | Urban, Zuzanna           |  |
| 66 | G/F | Polska            | Zając, Kinga             |  |

Trener:  Elmedin Omanić

### Zagraniczne
Lista zawiera zawodniczki występujące w reprezentacji swojego kraju oraz zawodniczki występujące w przeszłości w lidze WNBA.
Stan na 2 września 2020
- Micaela Cocks
- Tye'sha Fluker
- Wiera Perostijska
- Lubow Racko (1991–1993)
- Jelena Kapucka (1990–1993)
- Swietłana Nieskubina (1994/1995)
- Swietłana Fomina (1994–1997)
- Jelena Łomako (1995–1998)
- Viktoria Tkalicz (1998/1999)
- Ałła Abrosimowa (1998/1999)
- Larrisa Chandrouk (1999/2000)
- Oksana Dolgoroukowa (1998–2000)
- Angela Dubojskaja (1999/2000)
- Sanja Perić (2000/2001)
- Natasza Konowałowa (2000/2001)
- Oksana Solonar (2001/2002)
- Monika Roberts (2006/2007)
- Ryan Coleman (2006/2007)
- Lada Kowalenko (2006–2008)
- / Melisa Can (2006/2007)[a]
- Amy Denson (2007/2008)
- LaToya Bond (2007/2008)
- Lindsay Taylor (2007/2008)¹
- Danijela Varda (2008)
- Sugeiry Monsac Sierra (2008)
- Quianna Chaney (2008/2009)
- Sheena Moore (2008/2009)
- Jacqueline Moore (2008/2009)
- Alicia Gladden (2009–2011)
- Katarina Ristić (2009/2010)
- Aida Pilav (2009/2010)
- Tyesha Fluker (2009/2010)
- / Charity Szczechowiak (2009/2010, 2011, 2015/2016)
- Hajdana Radunović (2010/2011)
- Lizanne Murphy (2010/2011)
- Vera Perostiyska (2010/2011)
- Adeola Wylie (2011/2012)
- Mirna Mazić (2010/2011)
- Veronika Bortelová (2010/2011)
- Jelena Maksimović (2010–2012)
- Jessica Dickson (2011)
- Julie Page (2011/2012)
- / Jazmine Sepulveda (2011/2012)
- Leah Metcalf (2011/2012)
- Bridgette Mitchell (2011/2012)
- Nicole Michael (2012/2013)
- Adrianne Ross (2012/2013)
- Brittany Spears (2012)
- Angelina Williams (2013)
- Matea Vrdoljak (2013/2014)
- Sybil Dosty (2013/2014)
- Joyce Iamstrong (2013/2014)
- Talia Caldwell (2013/2014)
- Jelena Velinović (2013/2014)
- / Lorin Dixon (2013/2014)
- Tijana Ajduković (2014/2015)
- / Maurita Reid (2014/2015)
- Rebecca Harris (2014/2015, 2019)
- Amber Harris (2014/2015)
- Amanda Jackson (2014/2015)
- Porsha Harris (2016)
- Nia Moore (2016)
- Kelley Cain (2016–2018)¹
- Darxia Morris (2016/2017)¹
- / Julie McBride (2016/2017)¹
- Rita Rasheed (2017)
- Monika Grigalauskytė (2017/2018)
- Lauren Mansfield (2017/2018)
- Alexis Hornbuckle (2017/2018)¹
- Miriam Uro-Nile (2017–2019)
- Nirra Fields (2018/2019)¹
- Mélissa Diawakana (2018/2019)
- Ana-Marija Begić (2018/2019)
- Alice Kunek (2018/2019)
- Sanja Mandić (2018/2019)
- Daugilė Šarauskaitė (2018/2019)
- Laura Svarytė (2018/2019)
- Renáta Březinová (2019)
- Maja Šćekić (2019/2020)
- Naomi Davenport (2019/2020)
- Latoya Williams (2019/2020)
- Nina Dedić (2019/2020)
- Breanna Lewis (od 2020)¹
- Feyonda Fitzgerald (od 2020)¹
- Petra Záplatová (od 2020)

¹ – zawodniczki z wcześniejszym doświadczeniem w WNBA